# Orient Heights (Metro de Boston)
Orient Heights es una estación en la línea Azul del Metro de Boston. La estación se encuentra localizada en 1000 Bennington St en East Boston, Massachusetts. La estación Orient Heights fue inaugurada el 5 de enero de 1952. La Autoridad de Transporte de la Bahía de Massachusetts es la encargada por el mantenimiento y administración de la estación. 

## Descripción
La estación Orient Heights cuenta con 2 plataformas laterales y 2 vías. La estación también cuenta con 434 de espacios de aparcamiento.

## Conexiones
La estación es abastecida por las siguientes conexiones: 
- 120 Orient Heights Station - Maverick Station via Bennington Street
- 712 Orient Heights Station - Point Shirley o Winthrop Beach vía Winthrop Highlands
- 713 Orient Heights Station - Point Shirley o Winthrop Beach vía Winthrop Center